# Scaphosepalum merinoi
Scaphosepalum merinoi är en orkidéart som beskrevs av Carlyle August Luer. Scaphosepalum merinoi ingår i släktet Scaphosepalum och familjen orkidéer.
Artens utbredningsområde är Ecuador. Inga underarter finns listade i Catalogue of Life.